# Chrysanthemoides monilifera
Chrysanthemoides monilifera là một loài thực vật có hoa trong họ Cúc. Loài này được (L.) Norl. mô tả khoa học đầu tiên năm 1943.